# إليزابيث ألين روزنباوم
إليزابيث ألين روزنباوم (بالإنجليزية: Elizabeth Allen) هي مخرجة أمريكية، ولدت في 1971 في نيويورك في الولايات المتحدة.

## وصلات خارجية
- إليزابيث ألين روزنباوم على موقع IMDb (الإنجليزية)
- إليزابيث ألين روزنباوم على موقع ألو سيني (الفرنسية)
- إليزابيث ألين روزنباوم على موقع أول موفي (الإنجليزية)
- إليزابيث ألين روزنباوم على موقع بوكس أوفيس موجو (الإنجليزية)
- إليزابيث ألين روزنباوم على موقع قاعدة بيانات الأفلام السويدية (السويدية)
- إليزابيث ألين روزنباوم على موقع قاعدة بيانات الفيلم (الإنجليزية)
- إليزابيث ألين روزنباوم على موقع كينوبويسك (الروسية)